# Dmitri Wladimirowitsch Jaroschenko
Dmitri Wladimirowitsch Jaroschenko (russisch Дмитрий Владимирович Ярошенко, * 4. November 1976 in Makarow, Sowjetunion) ist ein ehemaliger russischer Biathlet.

## Karriere
Dmitri Jaroschenko betreibt seit 1987 Biathlon. Der Offizier der russischen Armee debütierte gegen Ende der Saison 1998/1999 am Holmenkollen in Oslo im Weltcup. Er erreichte den 66. Platz und wurde anschließend längere Zeit nicht mehr eingesetzt. Erst am Ende der Saison 2002/2003 startete er erneut im Weltcup, doch erst seit der Saison 2005/2006 kommt er regelmäßig zum Einsatz. Mit der Staffel wurde Jaroschenko 2005 in Nowosibirsk Europameister, im Jahr zuvor Vizeeuropameister im Einzel bei den Europameisterschaften von Minsk. Er gewann in der Saison 2005/2006 den Europacup der Biathleten.
Seinen Durchbruch in die Weltspitze hatte er zu Beginn der Saison 2006/2007, als er nach einem 13. Platz im Einzelrennen von Östersund zwei zweite Plätze hinter Ole Einar Bjørndalen in Sprint und Verfolgung erreichte. Bei den Biathlon-Weltmeisterschaften 2007 in Antholz wurde er Weltmeister mit der russischen Staffel. Des Weiteren gewann er am Ende der Saison 2006/2007 den Disziplinweltcup Verfolgung.
Die Saison 2007/2008 begann für Jaroschenko mit einem tragischen Missgeschick: Im ersten Saisonrennen, dem Einzelrennen in Kontiolahti, schoss er beim zweiten Liegendschießen auf die falschen Scheiben. Trotz fünf Treffern wurden ihm regelgerecht fünf Strafminuten hinzugerechnet, sodass er das Rennen auf Platz 82 beendete. Wesentlich erfolgreicher verliefen hingegen die zwei nächsten Rennen, in denen er Platz 2 und Platz 3 belegte. Bei der nächsten Weltcupstation in Hochfilzen gelang ihm im Sprintrennen, bei dem er die schnellste Laufzeit hatte, schließlich der erste Weltcupsieg seiner Karriere.  Am 29. Dezember 2007 gewann er mit seiner Partnerin Jekaterina Jurjewa die World Team Challenge in der Veltins-Arena. Bei den Weltmeisterschaften 2008 gewann Jaroschenko erneut mit der russischen Staffel die Goldmedaille. Außerdem konnte er mit der Mixed-Staffel den dritten Rang belegen. Dasselbe Missgeschick wie im Einzel in Kontiolahti passierte ihm im letzten Sprintrennen der Saison am Holmenkollen, er wurde statt Fünfter als 96. und letzter gewertet.  Durch drei Dopingproben vom 3., 4. und 5. Dezember 2008 wurde er des Missbrauchs von rEPO überführt und im Februar 2009 gleichzeitig mit Albina Achatowa und Jekaterina Jurjewa zuerst vorläufig und im August endgültig für zwei Jahre, bis zum 3. Dezember 2010, gesperrt. Jaroschenko trainierte weiter und wurde nach Ablauf der Sperre wieder aktiv. Zunächst nahm er mit mittelmäßigem Erfolg an Rennen des IBU-Cups teil und kam Mitte Januar 2011 in Ruhpolding bei einem Einzel wieder zu einem Weltcup-Einsatz. Er erreichte nur den 68. Platz und kam danach nicht wieder im Weltcup zum Einsatz.
Jaroschenko wuchs in Jelisowo auf der russischen Halbinsel Kamtschatka auf. Er lebt heute in Nowosibirsk, wo er für Dinamo Nowosibirsk startet und von Waleri Sacharow trainiert wird. Verheiratet ist Jaroschenko mit der russischen (Sommer-)Biathletin und Vizeweltmeisterin Marina Jaroschenko.

## Sportliche Erfolge
Weltmeisterschaften
- 2007: 1× Gold (Staffel)
- 2008: 1× Gold (Staffel), 1× Bronze (Mixed)

## Biathlon-Weltcup-Platzierungen
Die Tabelle zeigt alle Platzierungen (je nach Austragungsjahr einschließlich Olympische Spiele und Weltmeisterschaften).
- 1.–3. Platz: Anzahl der Podiumsplatzierungen
- Top 10: Anzahl der Platzierungen unter den ersten zehn (einschließlich Podium)
- Punkteränge: Anzahl der Platzierungen innerhalb der Punkteränge (einschließlich Podium und Top 10)
- Starts: Anzahl gelaufener Rennen in der jeweiligen Disziplin
- Staffel: inklusive Mixed- und Single-Mixed-Staffeln

| Platzierung          | Einzel | Sprint | Verfolgung | Massenstart | Staffel | Gesamt |
| -------------------- | ------ | ------ | ---------- | ----------- | ------- | ------ |
| 1. Platz             |        | 1      |            |             | 5       | 6      |
| 2. Platz             |        | 3      | 4          |             | 5       | 12     |
| 3. Platz             | 1      |        | 1          |             | 1       | 3      |
| Top 10               | 2      | 10     | 13         | 5           | 12      | 42     |
| Punkteränge          | 5      | 20     | 17         | 8           | 12      | 62     |
| Starts               | 9      | 28     | 20         | 9           | 12      | 78     |
| Stand: 17. März 2008 |        |        |            |             |         |        |